# Pelleas i Melisanda
Pelleas i Melisanda kazališno je djelo u 5 činova koje je 1893. godine napisao Maurice Maeterlinck. To je bezvremenska simbolistička drama koja govori o ljubavi između Pelleasa i Melisande, žene njegova brata.
Claude Debussy napisao je također i operu pod istim imenom, koristeći originalni tekst no pritom je napravio neke izmjene.

## Kratak sadržaj
U jednoj šumi tijekom lova, princ Golaud sreće Melisandu, tajnovitu ženu te se zaljubi u nju i odvede ju na dvor svog djeda, kralja Arkela. Vjenčaju se, no Melisanda se zaljubi u Pelleasa, Golaudovog brata. Oni se zatim potajno sastaju pored fontane u kojoj Melisanda izgubi svoj vjenčani prsten. Malo po malo, Golaud počinje sumnjati i biti ljubomoran te šalje svog sina Yniolda da ih slijedi. Pelleas, tjeran sumnjom napušta dvorac kako bi se posljednji put vidio s Melisandom. Golaud ih slijedi i čuje razgovor u kojem Pelleas i Melisanda priznaju jedno drugome ljubav. U tom trenutku, ljubomorni Golaud ubija Pelleasa i ranjava Melisandu. Ona zatim rađa malu kćer te ubrzo nakon poroda umire.

## Likovi
- Pelleas i Golaud, unuci kralja Arkela
- Melisanda
- Geneviève, Pelleasova i Golaudova majka
- Arkel, kralj i Genevievin otac
- Yniold, Golaudov sin
- Liječnik
- Sluge

## Obilježja
U drami je prisutno više tema. Prva je tema suprotnosti između ljubavi i smrti. Točnije, riječ je o fatalnoj ljubavi koja vodi u smrt. Druga je tema tema sudbine, odnosno tema nemogućnosti i nemoćnosti da joj se suprotstavi. 
Veliku važnost u drami imaju simboli. Jedan od njih je simbol vode koja je sveprisutna (na primjer fontana pored koje se sastaju Pelleas i Melisanda i koja istovremeno simbolizira i život i smrt).
U Maeterlinckovim dramama se likovi pojavljuju bez povijesti te ne znamo ništa o njima i o njihovoj prošlosti.